# 니시토나미군

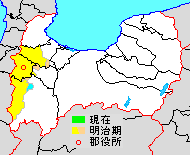
도야마현 니시토나미군의 범위 (연노랑:후에 다른 군에 편입된 지역, 하늘색:후에 다른 군에서 판입한 구역)

니시토나미군(西礪波郡)은 일본 도야마현에 있던 군이다.

## 군역
1896년 행정 구역으로 발족 당시의 군역은 대체로 아래 구역에 해당한다.
- 다카오카시의 일부
- 도나미시의 일부
- 오야베시
- 난토시의 일부

## 역사
엣추국의 남서부를 차지했던 도나미군이 1896년 군제 시행에 따라 니시토나미군과 히가시토나미군으로 나뉘었다.

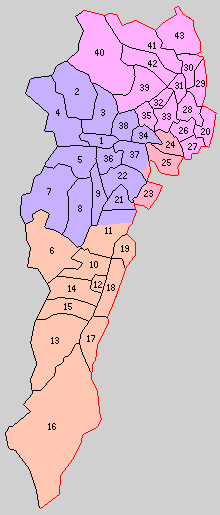
1.이스루기정 2.미야지마촌 3.고나데촌 4.미나미다니촌 5.하니우촌 6.미나미칸다촌 7.기타칸다촌 8.히가시칸다촌 9.야부나미촌 10.이시구로촌 11.니시노지리촌 12.후쿠미쓰정 13.니시후토미촌 14.히로세촌 15.히로세타치촌 16.후토미야마촌 17.히가시후토미촌 18.요시에촌 19.히가시이시쿠로촌 20.도이데정 21.쓰자와정 22.미즈시마촌 23.다카노스촌 24.다카나미촌 25.하야시촌 26.다이고촌 27.고레토촌 28.오제촌 29.후쿠다촌 30.히가시고이촌 31.다테노촌 32.후쿠오카정 33.산노촌 34.쇼토쿠촌 35.오타키촌 36.마쓰자와촌 37.와카바야시촌 38.아라카와촌 39.니시고이촌 40.고이야마촌 41.이시쓰쓰미촌 42.아카마루촌 43.구니요시촌 (분홍:다카오카시 보라:오야베시 빨강:도나미시 등색:난토시)

- 1896년 4월 1일 - 군제 시행에 따라 도나미군 가운데, 이스루기정(石動町), 미야지마촌(宮島村), 고나데촌(子撫村), 미나미다니촌(南谷村), 하니우촌(埴生村), 미나미칸다촌(南蟹谷村), 기타칸다촌(北蟹谷村), 히가시칸다촌(東蟹谷村), 야부나미촌(藪波村), 이시구로촌(石黒村), 니시노지리촌(西野尻村), 후쿠미쓰정(福光町), 니시후토미촌(西太美村), 히로세촌(広瀬村), 히로세타치촌(広瀬館村), 후토미야마촌(太美山村), 히가시후토미촌(東太美村), 요시에촌(吉江村), 히가시이시쿠로촌(東石黒村), 도이데정(戸出町), 쓰자와정(津沢町), 미즈시마촌(水島村), 다카노스촌(鷹栖村), 다카나미촌(高波村), 하야시촌(林村), 다이고촌(醍醐村), 고레토촌(是戸村), 오제촌(小勢村), 후쿠다촌(福田村), 히가시고이촌(東五位村), 다테노촌(立野村), 후쿠오카정(福岡町), 산노촌(山王村), 쇼토쿠촌(正得村), 오타키촌(大滝村), 마쓰자와촌(松沢村), 와카바야시촌(若林村), 아라카와촌(荒川村), 니시고이촌(西五位村), 고이야마촌(五位山村), 이시쓰쓰미촌(石堤村), 아카마루촌(赤丸村), 구니요시촌(国吉村)의 구역으로 니시토나미군이 발족.(5정 38촌)
- 1940년 2월 11일 - 후쿠오카정·산노촌·오타키촌이 합병하여, 새로이 후쿠오카정이 발족.(5정 36촌)
- 1948년 4월 1일 - 다카노스촌·하야시촌의 소속이 히가시토나미군으로 변경.(5정 34촌)
- 1949년 1월 1일 - 후쿠다촌이 다카오카시에 편입.(5정 33촌)
- 1951년
  - 3월 17일 - 구니요시촌이 다카오카시에 편입.(5정 32촌)
  - 4월 1일 - 오제촌의 일부가 도이데정에 편입.
- 1952년 5월 1일 - 후쿠미쓰정·이시구로촌·히로세촌·히로세타치촌·니시후토미촌·후토미야마촌·히가시후토미촌·요시에촌 및 히가시토나미군 기타야마다촌·야마다촌이 합병하여, 새로이 후쿠미쓰정이 발족.(5정 25촌)
- 1953년
  - 9월 10일 - 이스루기정·미나미다니촌·하니우촌·마쓰자와촌·쇼토쿠촌·아라카와촌·고나데촌·미야지마촌이 합병하여, 새로이 이스루기정이 발족.(5정 18촌)
  - 10월 5일 - 이시쓰쓰미촌·히가시고이촌이 다카오카시에 편입.(5정 16촌)
- 1954년
  - 1월 15일
    - 다카나미촌이 히가시토나미군 도나미정에 편입.(5정 15촌)
    - 도이데정·고레토촌·다이고촌 및 히가시토나미군 기타한냐촌이 합병하여, 새로이 도이데정이 발족.(5정 13촌)

  - 4월 1일 - 오제촌이 다카오카시에 편입.(5정 12촌)
  - 7월 20일(5정 9촌)
    - 쓰자와정·야부나미촌·미즈시마촌이 합병하여, 도추정(砺中町)이 발족.
    - 히가시이시쿠로촌이 히가시토나미군 후쿠노정과 합병하여, 새로이 히가시토나미군 후쿠노정이 발족.

  - 8월 1일 - 후쿠오카정·고이야마촌·니시고이촌이 합병하여, 새로이 후쿠오카정이 발족.(5정 7촌)
  - 9월 15일 - 아카마루촌이 후쿠오카정에 편입.(5정 6촌)
  - 10월 1일 - 기타칸다촌이 이스루기정에 편입.(5정 5촌)
  - 11월 18일 - 도추정·히가시칸다촌이 합병하여, 새로이 도추정이 발족.(5정 4촌)
- 1955년 4월 1일(5정 2촌)
  - 미나미칸다촌이 후쿠미쓰정에 편입.
  - 다테노촌이 다카오카시에 편입.
- 1956년 2월 1일 - 후쿠미쓰정의 일부가 히가시토나미군 조하나정에 편입.
- 1957년
  - 8월 1일(5정 1촌)
    - 니시노지리촌의 일부가 후쿠미쓰정에 편입.
    - 니시노지리촌의 일부가 도추정에 편입.
    - 니시노지리촌의 일부가 히가시토나미군 후쿠노정에 편입.

  - 9월 30일(5정)
    - 와카바야시촌의 일부가 도나미시에 편입.
    - 와카바야시촌의 일부가 이스루기정에 편입.
- 1962년 8월 1일 - 이스루기정·도추정이 합병하여, 오야베시(小矢部市)가 발족, 군에서 이탈.(3정)
- 1966년 2월 10일 - 도이데정이 다카오카시에 편입.(2정)
- 2004년 11월 1일 - 후쿠미쓰정이 히가시토나미군 조하나정·다이라촌·가미타이라촌·도가촌·이나미정·이노쿠치촌·후쿠노정과 합병하여, 난토시(南砺市)가 발족, 군에서 이탈.(1정)
- 2005년 11월 1일 - 후쿠오카정이 다카오카시와 합병하여, 새로이 다카오카시가 발족. 이날 니시토나미군이 소멸됨.

## 참고 문헌
- 《가도카와 일본 지명 대사전》 편집위원회, 편집. (1979년 10월 1일). 《가도카와 일본 지명 대사전》. 16 도야마현. 가도카와 쇼텐. ISBN 4040011600.

## 같이 보기
- 도나미군
- 히가시토나미군